# Exechia brevipetiolata
Exechia brevipetiolata är en tvåvingeart som beskrevs av Van Duzee 1928. Exechia brevipetiolata ingår i släktet Exechia och familjen svampmyggor.
Artens utbredningsområde är Kalifornien. Inga underarter finns listade i Catalogue of Life.